# Horta das Figueiras
Horta das Figueiras is een plaats (freguesia) in de Portugese gemeente Évora en telt 8305 inwoners (2001).